# ماهیچه چندپاره
ماهیچه چندپاره (انگلیسی: Multifidus muscle) عبارت است از تعدادی از دسته‌های ماهیچه‌ای گوشتی که از استخوان خاجی و تاج خاصره زواید عرضی مهره‌های کمری پشتی و چهار مهره تحتانی گردنی شروع شده و به زائده خاری مهره باال متصل می‌شود. کارکرد آن باز کردن ستون مهره‌ها، چرخاندن ستون مهره‌ها است. به ماهیچه چندپاره عضله چندسر هم گفته‌اند.
خاستگاه: استخوان خاجی، رابط خاجی ـ تهیگاهی (ساکروایلیاک)، زواید پستانی مهره‌های کمری، زواید عرضی مهره‌های پشتی و زواید مفصلی مهره‌های گردنی
پیوندگاه: زواید شوکی مهره‌های کنار هم بالائی
عصب‌گیری: از عصب نخاعی

## نگارخانه

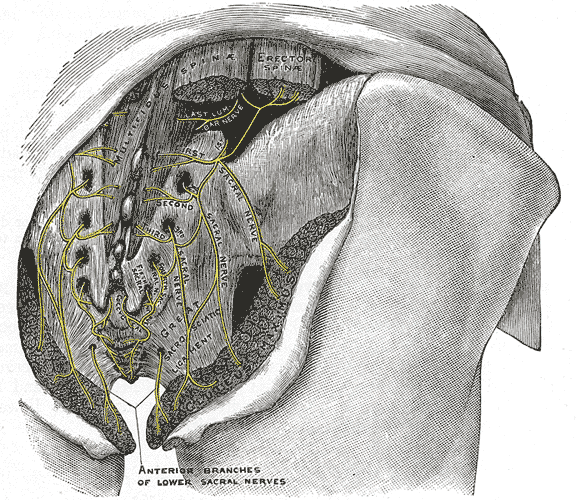